# Ташкентский международный марафон
Ташкентский международный марафон (узб. Тошкент халқаро марафони) — крупнейшее соревнование по бегу в Ташкенте, проводимое ежегодно с 2019 года. Традиционно проходит в преддверии праздника Навруз. Состоит из марафонской дистанции и забегов на дистанции полумарафон, 10 км, 5 км, 3 км и экидена. Принимают участие профессиональные спортсмены и любители этого вида спорта. Ташкентский международный марафон входит в календарь мероприятий World Athletics и является одним из значимых международных спортивных мероприятий в Центральной Азии. В рамках марафона в 2023 году были разыграны лицензии для профессиональных спортсменов на предстоящие Летние Олимпийские игры 2024 в Париже.

## История

### Ташкентский международный полумарафон
Дата проведения: 24 марта 2019 года.

24 марта прошел первый Ташкентский международный полумарафон, посвященный празднику Навруз. Участники соревнований пробежали две дистанции — 21,097 км (полумарафон) и забег-спутник на 5 км. Трасса крупнейшего забега Узбекистана была сертифицирована Международной ассоциацией легкоатлетических федераций IAAF и Ассоциацией международных марафонов и пробегов AIMS. Для участия в турнире зарегистрировались 1658 человек (610 на 21 км, 1048 на 5 км) из 28 стран, включая Австрию, Бельгию, Китай, Эстонию, Францию, Казахстан, Кыргызстан, Россию и другие.

### Второй Ташкентский международный марафон
Дата проведения: 22 марта — 6 декабря 2020 года.

6 декабря прошёл второй Ташкентский международный марафон, который был запланирован на 22 марта, но в связи с пандемией коронавируса перенесен на декабрь. Участники марафона соревновались на дистанциях — 42,2 км и 21,1 км, а также в новом онлайн-формате на дистанции 3 км. В марафоне приняли участие 562 бегуна из Киргизии, Казахстана, России, Турции, Беларуси, а также со всех областей нашей республики. Трасса марафона и полумарафона сертифицирована Ассоциацией международных марафонов и пробегов AIMS, которая является членом Международной ассоциации легкоатлетических федераций World Athletics.

### Третий Ташкентский международный марафон
Дата проведения: 28 марта 2021 года.

В соревнованиях участвовали около 2000 спортсменов и любителей бега из 15 стран.

### Четвертый Ташкентский международный марафон
Дата проведения: 27 марта 2022 года.

В общей сложности более 2 200 человек были зачислены для участия в соревнованиях по различным направлениям.

### Пятый Ташкентский международный марафон
Дата проведения: 12 марта 2023 года.

12 марта на площади спортивного комплекса Humo Arena стартовал V International Tashkent Marathon. Спортсмены из 34 стран мира прибыли в Ташкент, чтобы принять участие в престижном международном спортивном мероприятии. Профессиональные спортсмены и любители бега выступили на дистанциях 3, 10, 21 и 42 км.

### Шестой Ташкентский международный марафон
Дата проведения: 21 апреля 2024 года.

21 апреля на площади спортивного комплекса Humo Arena стартовал VI Ташкентский международный марафон BYD, собравший 5 тысяч бегунов из 49 стран мира. В программу спортивного мероприятия вошли четыре дистанции: забеги на 3 и 10 км, полумарафон на 21 км и классическая марафонская дистанция на 42 км..

## Организация
Организаторами данного спортивного мероприятия являются: Федерация легкой атлетики Узбекистана совместно с Федерацией триатлона Узбекистана при поддержке Министерства спорта Республики Узбекистан, Национального Олимпийского комитета Узбекистана и Центральноазиатской легкоатлетической ассоциации.

## Трасса

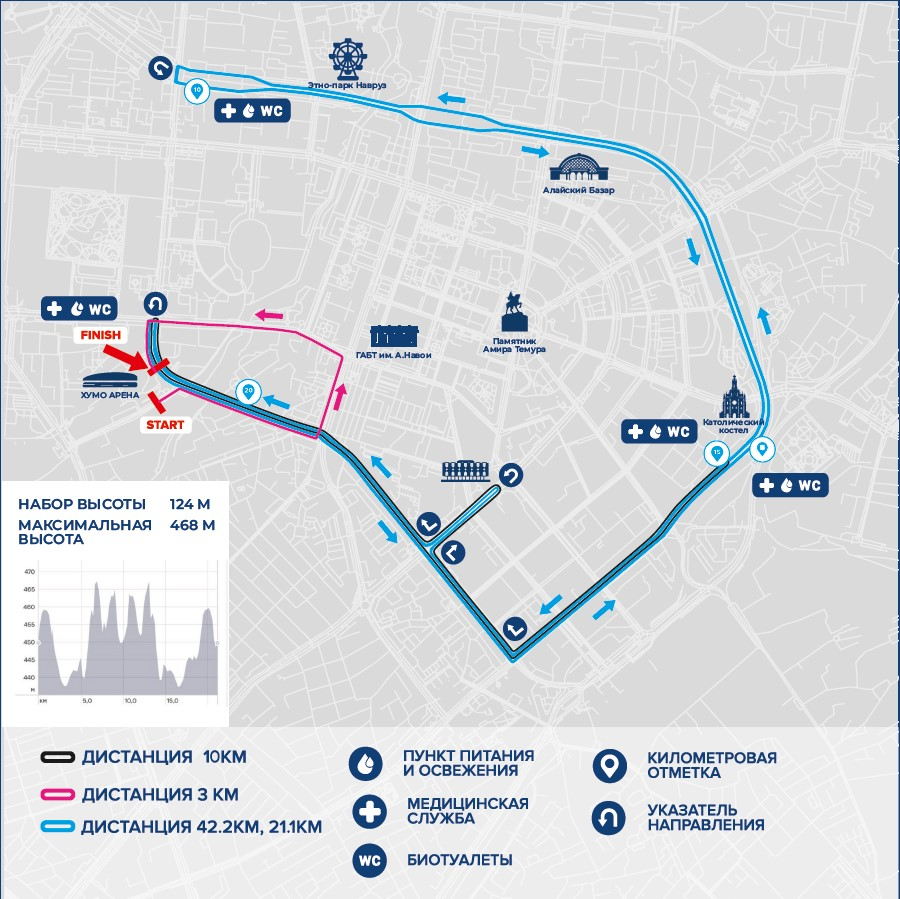

Старт и финиш марафона расположен на улице Афросиаб, возле площадки Ледового дворца Humo Arena. Трасса марафона и забега-спутника проходит по улицам Ташкента в один/два круга с полным перекрытием дорожного движения.

## Рекорды[8]
| Вид         | Пол     | Спортсмен             | Страна     | Результат | Год  |
| ----------- | ------- | --------------------- | ---------- | --------- | ---- |
| Марафон     | Женщины | Коробицкая Марина     | Казахстан  | 2:32:21   | 2021 |
| Марафон     | Мужчины | Владислав Прямов      | Белоруссия | 2:18:39   | 2024 |
| Полумарафон | Женщины | Маслова Дарья         | Кыргызстан | 1:12:30   | 2019 |
| Полумарафон | Мужчины | Ринас Ахмадеев        | Россия     | 1:03:22   | 2024 |
| 10 км       | Женщины | Азизахон Мирзакбарова | Узбекистан | 38:49     | 2024 |
| 10 км       | Мужчины | Хасан Мирсоатов       | Узбекистан | 33:32     | 2024 |
| 5 км        | Женщины | Мирзакбарова Азиза    | Узбекистан | 18:56     | 2019 |
| 5 км        | Мужчины | Тошкуватов Отабек     | Узбекистан | 16:41     | 2019 |
| 3 км        | Женщины | Хуррамова Шохсанам    | Узбекистан | 10:18     | 2021 |
| 3 км        | Мужчины | Мирсоатов Хасан       | Узбекистан | 9:07      | 2021 |

## Призёры

### 42 км

#### Мужчины
| Год  | Золото                       | Золото        | Серебро                        | Серебро       | Бронза                         | Бронза        |
| ---- | ---------------------------- | ------------- | ------------------------------ | ------------- | ------------------------------ | ------------- |
| 2024 | Владислав Примов Беларусь    | 2:18:39       | Бахтиёр Уткиров Узбекистан     | 2:23:29       | Илья Тяпкин Кыргызстан         | 2:24:53       |
| 2023 | Бахтиёр Уткиров Узбекистан   | 2:20:13       | Илья Тяпкин Кыргызстан         | 2:25:68       | Ислам Амангос Казахстан        | 2:29:58       |
| 2022 | Илья Тяпкин Кыргызстан       | 2:21.42       | Зикрилло Маматкулов Узбекистан | 2:22.05       | Владислав Мамедов Узбекистан   | 2:23.18       |
| 2021 | Владислав Мамедов Узбекистан | 2:22.25       | Илья Тяпкин Кыргызстан         | 2:23.34       | Зикрилло Маматкулов Узбекистан | 2:24.41       |
| 2020 | Андрей Петров Узбекистан     | 2:10:06       | Илья Тяпкин Кыргызстан         | 2:16:06       | Владислав Мамедов Узбекистан   | 2:17:35       |
| 2019 | не проводился                | не проводился | не проводился                  | не проводился | не проводился                  | не проводился |

#### Женщины
| Год  | Золото                          | Золото        | Серебро                         | Серебро       | Бронза                          | Бронза        |
| ---- | ------------------------------- | ------------- | ------------------------------- | ------------- | ------------------------------- | ------------- |
| 2024 | Екатерина Тунгускова Узбекистан | 2:40:58       | Шохсанам Хуррамова Узбекистан   | 2:44:30       | Екатерина Толстых Россия        | 2:49:30       |
| 2023 | Гулшаной Сатторова Кыргызстан   | 2:46:30       | Екатерина Васильченко Украина   | 2:59:28       | Екатерина Тунгускова Узбекистан | 3:00:29       |
| 2022 | Гулшаной Сатторова Кыргызстан   | 2:34.50       | Екатерина Тунгускова Узбекистан | 2:29.28       | Тамила Кучкорова Узбекистан     | 3:11.23       |
| 2021 | Мария Коробицкая Кыргызстан     | 2:32.21       | Жанна Мамажанова Казахстан      | 2:33.02       | Екатерина Тунгускова Узбекистан | 2:35.25       |
| 2020 | Мария Коробицкая Кыргызстан     | 2:26:42       | Екатерина Тунгускова Узбекистан | 2:28:55       | Марина Хмелевская Узбекистан    | 2:30:39       |
| 2019 | не проводился                   | не проводился | не проводился                   | не проводился | не проводился                   | не проводился |

### 21 км

#### Мужчины
| Год  | Золото                          | Золото  | Серебро                       | Серебро | Бронза                        | Бронза  |
| ---- | ------------------------------- | ------- | ----------------------------- | ------- | ----------------------------- | ------- |
| 2024 | Ринас Ахмадеев Россия           | 1:03:22 | Шохрух Давлатов Узбекистан    | 1:04:22 | Евгений Фадеев Узбекистан     | 1:06:47 |
| 2023 | Шохрух Давлатов Узбекистан      | 1:03:38 | Нодир Муталипов Узбекистан    | 1:06:50 | Михаил Кульков Россия         | 1:07:57 |
| 2022 | Нурсултан Кенешбеков Кыргызстан | 1:04.28 | Шохрух Давлатов Узбекистан    | 1:04.40 | Отабек Тошкувватов Узбекистан | 1:07.58 |
| 2021 | Шохрух Давлатов Узбекистан      | 1:06.05 | Евгений Фадеев Узбекистан     | 1:07.14 | Отабек Тошкувватов Узбекистан | 1:07.19 |
| 2020 | Евгений Фадеев Узбекистан       | 1:06:01 | Отабек Тошкуватов Узбекистан  | 1:06:23 | Хасан Акбаралиев Узбекистан   | 1:07:14 |
| 2019 | Linqiang YANG Китай             | 1:04:43 | Адилет Куштакбеков Кыргызстан | 1:05:03 | Андрей Петров Узбекистан      | 1:05:20 |

#### Женщины
| Год  | Золото                           | Золото  | Серебро                       | Серебро | Бронза                          | Бронза  |
| ---- | -------------------------------- | ------- | ----------------------------- | ------- | ------------------------------- | ------- |
| 2024 | Мария Коробицкая Кыргызстан      | 1:12:53 | Айнуска Халил кизи Кыргызстан | 1:15:26 | Мохинабону Комилова Узбекистан  | 1:23:04 |
| 2023 | Айнуска Халил кизи Кыргызстан    | 1:15:47 | Азиза Мирзабекова Узбекистан  | 1:21:32 | Мохинабону Комилова Узбекистан  | 1:24:17 |
| 2022 | Азиза Мирзаакбарова Узбекистан   | 1:15.20 | Мария Коробицкая Кыргызстан   | 1:16.47 | Ситора Курбонова Узбекистан     | 1:24.43 |
| 2021 | Дарья Маслова Кыргызстан         | 1:13.19 | Азиза Мирзабекова Узбекистан  | 1:16.14 | Гулшаной Сатторова Узбекистан   | 1:16.44 |
| 2020 | Азизахон Мирзакбарова Узбекистан | 1:15:01 | Сабина Толачева Узбекистан    | 1:20:32 | Вероника Гришина Узбекистан     | 1:21:31 |
| 2019 | Дарья Маслова Кыргызстан         | 1:12:30 | Ситора Хамидова Узбекистан    | 1:13:56 | Екатерина Тунгускова Узбекистан | 1:16:13 |